# Antonio Crivelli
Antonio Crivelli (* 2. Februar 1783 in Mailand; † 18. Februar 1829 in Bergamo) war ein italienischer Ingenieur und Naturforscher.

## Leben
Crivelli war zunächst Professor der Mathematik in Mailand und Trient, dann Ingenieur beim Bergdepartement der Oberen Etsch, schließlich 1814 Professor der Physik in Bergamo. Er machte einige Erfindungen und brachte von einer Orientreise 1817 das zuvor unbekannte Verfahren zur Herstellung der Damaszener Stahl mit.